# Stay (альбом Simply Red)
| Оценки критиков | Оценки критиков |
| Источник        | Оценка          |
| --------------- | --------------- |
| Allmusic        | [ 2 ]           |
| The Guardian    | [ 3 ]           |
| Uncut           | [ 4 ]           |

Stay — десятый студийный альбом британской поп-группы Simply Red. В Великобритании релиз альбома состоялся 12 марта 2007 года и занял 4 место в официальных чартах. В диск вошли 10 оригинальных песен и одна кавер-версия песни группы The Faces — «Debris». Песня «So Not Over You» стала одной из популярных песен, крутившихся на радиостанциях.

## Список композиций
1. «The World and You Tonight» — 3:33
2. «So Not Over You» — 3:50
3. «Stay» — 3:04
4. «They Don’t Know» — 3:40
5. «Oh! What a Girl!» — 3:51
6. «Good Times Have Done Me Wrong» — 5:20
7. «Debris» — 4:52
8. «Lady» — 5:00
9. «Money TV» — 4:05
10. «The Death of the Cool» — 3:26
11. «Little Englander» — 3:06

## Синглы
- «Oh! What a Girl!» (Сентябрь 2006)
- «So Not Over You» (5 марта 2007)
- «Stay» (28 мая 2007) («Stay» received popular Club Mixes from 7th Heaven.)
- «The World and You Tonight» (ноябрь 2007)

## Участники записи
Музыканты на обложке альбома представлены без указания музыкальных инструментов, на которых они играли. Сам Хакнелл по неизвестной причине в титрах указан не был.
- Дэйв Блур
- Сара Браун
- Антеа Кларк
- Дэйв Клэйтон
- Гэвин Голдберг
- Саймон Хэйл
- Джефф Холирод
- Марк Джеймс
- Ди Джонсон
- Джилли Джонсон
- Джон Джонсон
- Иэн Киркхэм
- Пит Левинсон
- Стив Левинсон
- Крис Де Маргери
- Джим МакУильям
- Уилли Фишер
- Патрик Мердок
- Кевин Робинсон
- Дэнни Саксон
- Мортон Шлоин
- Кэндзи Судзуки
- Энди Райт[англ.]
- The London Session Orchestra под руководством Гэвина Райта[англ.]

## Чарты и сертификации

### Позиция в чартах на конец года
| Год  | Страна  | Чарт | Позиция |
| ---- | ------- | ---- | ------- |
| 2007 | Germany | IFPI | #92     |

### Сертификации
| Регион | Сертификация | Продажи  |
| --- | ------------ | -------- |
| Италия (FIMI) | Золотой      | 40 000*  |
| Польша (ZPAV) | Золотой      | 10 000*  |
| Великобритания (BPI) | Золотой      | 100 000^ |
| * Данные о продажах приведены только на основе сертификации. ^ Данные о тиражах приведены только на основе сертификации. |              |          |